# Rahmankulu, Diyadin
Rahmankulu là một xã thuộc huyện Diyadin, tỉnh Ağrı, Thổ Nhĩ Kỳ. Dân số thời điểm năm 2011 là 356 người.